# Anna Olko
Anna Massey (Olko) (ur. 15 lutego 1984 w Gdańsku) – polska lekkoatletka specjalizująca się w skoku o tyczce.
Brązowa medalistka mistrzostw świata juniorów młodszych w Debreczynie (2001). Medalistka międzynarodowych mistrzostw Walii. Rekordy życiowe: stadion - 4,10 (2 lipca 2011, Uden), hala - 4,10 (7 lutego 2010, Sheffield).

## Progresja wyników
| Rok  | Wynik | Data       | Miejsce          |
| ---- | ----- | ---------- | ---------------- |
| 2001 | 3,95  | 14 lipca   | Debreczyn        |
| 2002 | 3,90  | 19 maja    | Bydgoszcz        |
| 2003 | 3,90  | 6 czerwca  | Bydgoszcz        |
| 2004 | 3,83i | 14 lutego  | Warszawa         |
| 2005 | 4,00  | 25 czerwca | Biała Podlaska   |
| 2007 | 3,91i | 7 grudnia  | Aulnay-sous-Bois |
| 2008 | 3,75  | 14 czerwca | Manchester       |
| 2009 | 4,07  | 10 czerwca | Cardiff          |
| 2010 | 4,10i | 7 lutego   | Sheffield        |
| 2011 | 4,10  | 2 lipca    | Uden             |
| 2012 | 3,90i | 12 lutego  | Sheffield        |